# Blues nocy bieszczadzkiej
Blues nocy bieszczadzkiej – 21. album zespołu Stare Dobre Małżeństwo wydany w 2010 roku. W skład wydawnictwa wchodzą 2 płyty CD zawierające przekrojowy materiał z festiwalu Bieszczadzkie Anioły, którego organizatorem był lider zespołu, oraz płyta z filmem dokumentalnym poświęconym festiwalowi.
Blues nocy bieszczadzkiej osiągnął status platynowej płyty.

## Lista utworów

### CD 1
1. Bieszczadzkie anioły
2. Kino objazdowe w Złockiem
3. Kwiaciarka z Plant
4. Makatka na pamięć
5. Bieszczady 2003
6. Z rozkazu serca, ognia, powietrza i wody
7. Makatka dla Zuzanny
8. Zapaliłeś dzień
9. Niebo sierpniowe
10. Październik
11. Są takie chwile
12. Zabieszczaduj z nami
13. Bieszczadzka gałązka
14. Blues o powrocie
15. Jakże blisko
16. Makatka z sadu
17. Leluchów
18. Bieszczady

### CD 2
1. Prosto od serca
2. Makatka z Tymbarku
3. Makatka z Złocieńca
4. Bejdak
5. Kosmiczny szept
6. Pod wieczór
7. Miedziana dziewczyna
8. Makatka na dwoje
9. Biały kompas
10. Makatka mocno katowicka
11. 19-80 Blues
12. Majka
13. Zawirował świat
14. Wiem
15. Do przyjaciela
16. Blues nocy bieszczadzkiej

### DVD
- Blues nocy bieszczadzkiej